# ヘイスティングスパーク

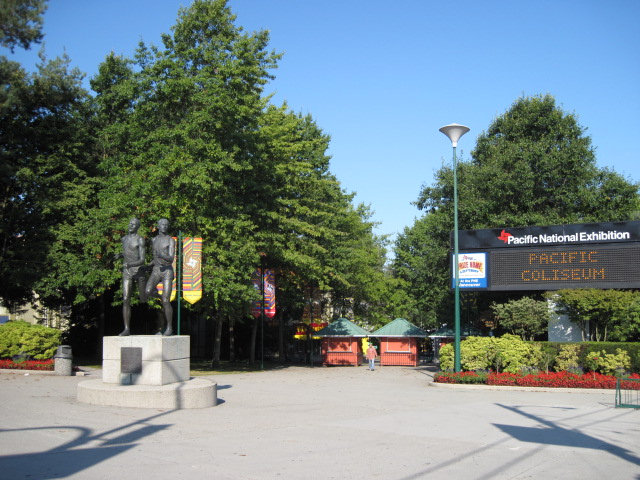
ヘイスティングス・レンフルー通り交差点の入場口。写真の銅像はコモンウェルスゲームズで対決したロジャー・バニスターとジョン・ランディ。

ヘイスティングスパーク（Hastings Park）は、カナダのブリティッシュコロンビア州バンクーバーの北東部、ヘイスティングス・サンライズ（Hastings-Sunrise）地域に位置する公園である。PNEプレイランドを始めとする各種建造物があり、イベント会場としても広く活用されている。

## 概要
アイアンワーカーズメモリアル・セカンドナローズクロッシングへと繋がるトランスカナダハイウェイ1号線と、バンクーバー市北部を横断するヘイスティングス通りの交差点にある公園である。
ヘイスティングス・サンライズ地区における最大の公園で62haの面積がある。4本の道路で囲まれた大きな区画全体で公園を形成している。最も大きい施設は厩舎を含む競馬場区画で、全体の3割がこれにあたる。
特に博覧会PNE（パシフィック・ナショナル・エキシビジョン）の開催地としてよく知られ、開催時には多数の来場者が訪れる、バンクーバーにおける夏の一大イベント会場となっている。しばしばPNEはヘイスティングスパークそのものの呼称として使われており、一部の地図には公園名の下にPNEと併記されている。なお、PNE期間中は入場が有料となる。
ヘイスティングスパークには3つの主要入場口があり、ヘイスティングス通りとルパート通りの交差点が正面入り口となる。平時はプレイランド・競馬場を除いて入場口以外のどこからでも入ることができるが、PNE開催中は入場口が主要入場口のみに制限される。一方でプレイランドは、平時はヘイスティングス通りに面した入場口のみだが、PNE開催中は公園に面した裏口が開放され、PNEの各種展示会場へと通り抜けることができる。
近隣は総じて住宅街で、飲食店などの店舗もあるもののあまり多くはない。公園内にもPNE開催時以外は特に飲食店がないが、競馬場などの各種施設内には飲食店・レストランが存在する。

## 歴史
元は私有地で、1888年にブリティッシュコロンビア州よりバンクーバー市に土地の権利が委譲され、元所有者の遺志に基づいて自然公園として管理されていた。しかし、1910年にヘイスティングスパーク初の工業博覧会（後のPNE）が行われて以降徐々に建造物が増え、その後駐車場なども作られたことから元の景観はほぼ失われた。かつてはアール・デコ様式の建造物も多かったものの、1920年代には全て取り壊されてしまった。現在ではPNEの中心的施設であるプレイランドと、バンクーバーで唯一の競馬場であるヘイスティングス競馬場を中心に、各種エキシビジョン施設が存在している。
1954年に開催された第5回コモンウェルスゲームズの会場となったのもヘイスティングスパークで、その時に建造されたエンパイア・スタジアムは当時のバンクーバーで最大の屋外競技施設であった。後にBCライオンズなどの本拠地として利用されてきたが、後の1990年代に利用していたチームが全て移転したことから取り壊され、その跡地は駐車場および屋外競技用の空き地として開放されている。
またカナダにおける第二次世界大戦中の日系人の強制収容の際に、強制移動させられた日系人を一時的に拘留場所としても使われた。1942年にブリティッシュコロンビア州在住の日系人8000人が身柄を拘束され、3月から11月までヘイスティングスパーク内の家畜小屋に押し込められ後、他の内陸州などに移送されていった。ヘイスティングス通り側にあるモミジ・ガーデンという日本庭園の付近には、これを伝える碑文が英仏日の3ヶ国語で刻まれている。

## 主な施設

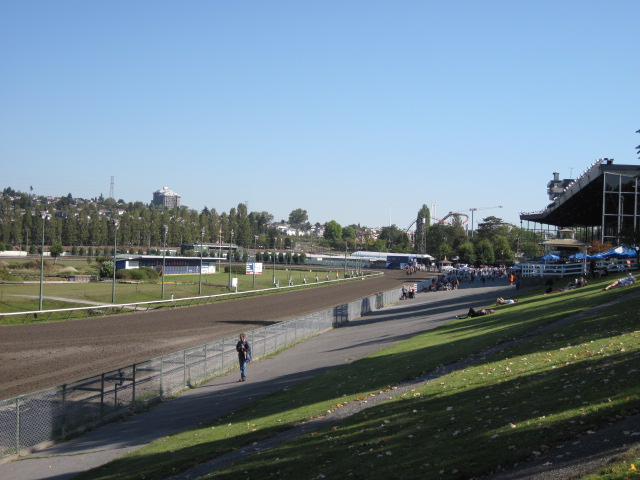
ヘイスティングス競馬場

以下は平時のもの。PNE開催時はこの他に展示会場や遊具、屋台などが所狭しと公園内に並べられる。
- プレイランド
- ヘイスティングス競馬場および競走馬厩舎
- 家畜厩舎
- パシフィック・コロシアム
- アグロドーム
- バンクーバー・フォーラム
- モミジ・ガーデン（日本庭園）

## アクセス
トランスリンクの主要なバス路線では、ヘイスティングス通り側では10系統・135系統・160系統、マクギル通り側では210系統・211系統が最寄りのバス停を通る。近隣に駐車場もあり、自家用車によるアクセスも利便である。
座標: 北緯49度17分6.75秒 西経123度2分24.48秒 / 北緯49.2852083度 西経123.0401333度